# William Melo Soares
William Melo Soares (Alto Longá, 25 de dezembro de 1953) é um poeta brasileiro, pertencente à Geração de 1970 na literatura brasileira de autores piauienses.

## Biografia
Tem várias composições gravadas. Além de participação, como poeta, em obras coletivas, como Ponta de Rua (1978), foi o coordenador do movimento cultural Livro nas Escolas. Autor do projeto "Viver Teresina", com o objetivo de editar cartazes com poemas e postais da capital piauiense. Um dos organizadores do Salão de Humor do Piauí.
Além de se interessar também pela área musical, com algumas músicas gravadas, William Melo Soares participou de atividades culturais alternativas, como o Grupo Candeia (1987), e na mesma década com Lua Acima Rua Abaixo e Banda Ônix. Ao lado de Israel Correia, Elmar Carvalho, Ednólia Fontenele e Danilo Melo, entre outros, colaborou no jornal alternativo parnaibano Inovação.
Sua bibliografia inclui participações em obras como Roendo os Ossos do Ofício (1987); Com Licença da Palavra (livro individual, 1986); Topada; Passo a Pássaro (1992), em coautoria com Graça Vilhena, e Congresso das Águas (1998). Foi incluído no livro A Poesia Piauiense no Século XX (1995), do crítico literário e antologista Assis Brasil. Servidor da Fundação Cultural do Estado do Piauí.

## Obras
- Ponta de Rua (obra coletiva, 1978)
- Com Licença da Palavra (1986)
- Roendo os Ossos do Ofício (1987)
- Pásso a Pássaro (co-autoria com Graça Vilhena, 1992)
- Congresso das Águas (1998)
- Rota do Beija-Flor (2008)
- Estado de Garça (2011)
- Nadança dos Peixes (2015)